# Darius Olaru
Pour les articles homonymes, voir Olaru.
Darius Olaru, né le 3 mars 1998 à Mediaș en Roumanie, est un footballeur international roumain qui évolue au poste de milieu offensif au FCSB.

## Biographie

### Gaz Metan Mediaș
Né à Mediaș en Roumanie, Darius Olaru commence le football dans le club local du CSȘ Mediaș à l'âge de huit ans. Six ans plus tard il rejoint un autre club de sa ville natale, le Gaz Metan Mediaș, où il poursuit sa formation. Alors que son club est en deuxième division roumaine, Olaru fait ses débuts en professionnel le 29 août 2015, face à l'UTA Arad, en championnat. Titulaire lors de cette partie, il se distingue en délivrant une passe décisive sur le deuxième but des siens, participant à la victoire de son équipe (1-2). À l'issue de cette saison 2015-2016, le Gaz Metan Mediaș termine premier du championnat, et se voit donc sacré champion de deuxième division de Roumanie. Olaru obtient alors le premier trophée de sa carrière.
Darius Olaru fait ses premiers pas dans la Liga I le 19 septembre 2016, lors de la huitième journée de la saison 2016-2017 face à l'Astra Giurgiu. Il entre dans les derniers instants du match, et son équipe s'impose sur le score de deux buts à zéro. Le 23 mai 2017, il inscrit son premier but dans l'élite contre le Condordia Chijana. Entré en jeu à la 65e minute de jeu, il se montre décisif en marquant un but donc, mais également en délivrant une passe décisive, contribuant à la victoire des siens (3-0).

### Steaua Bucarest
Le 20 mai 2019, est annoncé le transfert de Darius Olaru au Steaua Bucarest. Deux jours plus tard, il est précisé qu'Olaru rejoindra le club en janvier 2020, et que le Gaz Metan Mediaș conserve 5% des droits sur son futur transfert. 
Olaru joue son premier match sous ses nouvelles couleurs le 2 février 2020, lors de la défaite face au CFR Cluj (1-0). Il inscrit son premier but pour le Steaua lors de la journée suivante, le 6 février 2020 face au FC Voluntari. Titulaire, il ouvre le score et son équipe l'emporte par deux buts à un.
Avec le Steaua il découvre notamment la coupe d'Europe, jouant son premier match le 27 août 2020 face au Shirak FC, à l'occasion d'une rencontre qualificative pour la Ligue Europa. Il marque également son premier but dans la compétition ce jour-là, et participe ainsi à la large victoire de son équipe (3-0).
Le 22 janvier 2024, Olaru se fait remarquer en réalisant le premier triplé de sa carrière, lors d'une rencontre de championnat face au UTA Arad. Titularisé, il permet à son équipe de s'imposer par quatre buts à zéro,,.

### En sélection nationale
Darius Olaru reçoit sa première sélection avec l'équipe de Roumanie espoirs le 15 novembre 2018, contre la Belgique. Entré en jeu à la 76e minute de jeu à la place de Vlad Dragomir alors que son équipe est menée par trois buts à un, il se distingue en inscrivant le deuxième but de son équipe, qui revient dans le match en toute fin de partie (3-3 score final).
Il participe ensuite à l'Euro espoirs 2019 organisé en Italie où il prend part à deux matchs.
Il est retenu dans la liste des 26 joueurs roumains du sélectionneur Edward Iordănescu pour participer à l'Euro 2024.

## Palmarès
Gaz Metan Mediaș
- Champion de Roumanie de deuxième division (1)
  - Vainqueur : 2016.

 FCSB
- Championnat de Roumanie (1)
  - Champion : 2024
- Coupe de Roumanie (1) :
  - Vainqueur : 2019-20.